# Ношуль
Ношуль (коми Ношуль) — село в Прилузском районе Республике Коми, административный центр сельского поселения Ношуль.

## Этимология
Село впервые упомянуто в дозорной книге 1620 года как «погост Ношульский»; название дано по реке Ношул. Название реки происходит от коми нӧш «возвышенность» и коми ул «низ».
Существует несколько народно-этимологических версий происхождения названия села:
- производное от слов «ноша» и «шуль». Первое слово обозначает груз на спине, второе — узкую полоску лыка, бересты для плетения лаптей. Леса вокруг села были всегда богаты лыком и берестой.
- сочетание слов «но» (на коми языке используется как восклицание) и «шоль» (шолль) — талый, зернистый весенний снег. По этой версии люди, занимавшиеся извозом хлеба и других товаров к пристани, были очень недовольны быстрым таянием снегов и сокращением периода, благоприятного для перевозки грузов.
- грузчиков, носивших грузы на барки, спрашивали о роде их занятий, на что те отвечали: «ношу куль» («ношу шуль»). Куль — мешок с зерном или другим товаром.
- приезжие, гости, покупая товары на апрельской ежегодной ярмарке, сопровождали свой выбор восхвалением товара: «Но и шуль, но и бур шуль».[4]

## Известные уроженцы села
- Можегов Николай Александрович (1948—2000) — доктор технических наук (с 1993 года); член-корреспондент Академии инженерных наук Российской Федерации; поэт[4].
- Лыткина (Беляева) Татьяна Степановна (1968 г.р.) — заведующая сектора экономической социологии и научный сотрудник Сыктывкарского филиала ИСИТО в г. Москва[4].

## Ношуль — центр Прилузского края
Ношуль был центром Прилузья с 1917 по 1921 год.
Достоинства Ношуля, как центра Прилузья, были следующими:
1. Ношуль намного ближе от железнодорожной станции Мураши.
2. Не было перевозов от Мурашей до Ношуля.
3. Пристань и склады находились в самом селе.
4. Было достаточное количество помещений и складов для райпродкома.
5. Если учитывать количество школ в Ношульской волости, то можно было легче подобрать штат служащих[4].

## Население
| 2002 | 2010  | 2021  |
| ---- | ----- | ----- |
| 1207 | ↘1119 | ↘1045 |